# Liste der Kulturgüter in Mesocco
Die Liste der Kulturgüter in Mesocco enthält alle Objekte in der Gemeinde Mesocco im Kanton Graubünden, die gemäss der Haager Konvention zum Schutz von Kulturgut bei bewaffneten Konflikten, dem Bundesgesetz vom 20. Juni 2014 über den Schutz der Kulturgüter bei bewaffneten Konflikten sowie der Verordnung vom 29. Oktober 2014 über den Schutz der Kulturgüter bei bewaffneten Konflikten unter Schutz stehen.
Objekte der Kategorien A und B sind vollständig in der Liste enthalten, Objekte der Kategorie C fehlen zurzeit (Stand: 13. Oktober 2021).

## Kulturgüter
| Foto |                                                                             | Objekt | Kat. | Typ | Standort                                           | Beschreibung             |
| ---- | --------------------------------------------------------------------------- | --- | ---- | --- | -------------------------------------------------- | ------------------------ |
| ja   | Datei hochladen · Wikidata zu Castello di Mesocco (Q474938)                 | Castello di Mesocco, Burgruine und mittelalterliche Kirche / Castello di Mesocco, rovina del castello e chiesa medievale KGS-Nr.: 3109 | A    | G   | 738050 / 138150                                    |                          |
| ja   | Datei hochladen · Wikidata zu Santa Maria del Castello (Q1435720)           | Kirche Santa Maria del Castello / Chiesa di Santa Maria del Castello KGS-Nr.: 3110                                                     | A    | G   | Castello 738050 / 138199                           |                          |
| BW   | Datei hochladen · Wikidata zu Casa a Marca di Sopra, mit Garten (Q29784937) | Haus a Marca di Sopra, mit Garten / Casa a Marca di Sopra, con giardino KGS-Nr.: 3112                                                  | B    | G   | Stradón 11a–d 738016 / 139220                      |                          |
| ja   | Datei hochladen · Wikidata zu SS. Pietro e Paolo, Mesocco (Q3668370)        | Katholische Kirche Santi Pietro e Paolo / Chiesa cattolica dei Santi Pietro e Paolo KGS-Nr.: 3113                                      | B    | G   | Crimeo 82 738000 / 139030                          |                          |
| ja   | Datei hochladen · Wikidata zu San Bernardino chapel (Q3667808)              | Baptisterium San Bernardino / Baptistero di San Bernardino KGS-Nr.: 3114                                                               | B    | G   | San Bernardino, San Bernardino 22a 734704 / 147272 | Aus dem 15. Jahrhundert. |
| ja   | Datei hochladen · Wikidata zu Chiesa Rotonda di San Bernardino (Q3669635)   | Rundkirche San Bernardino / Chiesa Rotonda di San Bernardino KGS-Nr.: 12456                                                            | B    | G   | San Bernardino, San Bernardino 22 734706 / 147229  | Baubeginn 1867           |
| BW   | Datei hochladen · Wikidata zu (Q29784936)                                   | Haus a Marca di Sotto, mit Garten / Casa a Marca di Sotto, con giardino KGS-Nr.: 13014                                                 | B    | G   | Stradón 8 / Crimeo 89a 738050 / 139226             |                          |